# ریک فلنس
ریک فلنس (هلندی: Rick Flens؛ زادهٔ ۱۱ آوریل ۱۹۸۳) دوچرخه‌سوار اهل هلند است.
از باشگاه‌هایی که در آن رکاب زده‌است می‌توان به دلتا سایکلینگ روتردام، تیم دوچرخه‌سواری رابوبانک دولوپمنت، و تیم لوتوان‌ال–یومبو اشاره کرد.